# Кереське сільське поселення
Кере́ське сільське поселення (рос. Кересское сельское поселение) — муніципальне утворення у складі Корткероського району Республіки Комі, Росія. Адміністративний центр — село Керес.

## Населення
Населення — 629 осіб (2017, 750 у 2010, 1155 у 2002, 1432 у 1989).

## Склад
До складу поселення входять такі населені пункти:
| Населений пункт   | Населення, осіб (1989) | Населення, осіб (2002) | Населення, осіб (2010) |
| ----------------- | ---------------------- | ---------------------- | ---------------------- |
| Ежол, присілок    | 132                    | 119                    | 74                     |
| Керес, село       | 610                    | 514                    | 319                    |
| Лаборем, присілок | 164                    | 139                    | 93                     |
| Урйоль, селище    | 526                    | 383                    | 264                    |